# Саут-Грінсбург (Пенсільванія)
Саут-Грінсбург (англ. South Greensburg) — місто (англ. borough) в США, в окрузі Вестморленд штату Пенсільванія. Населення — 2135 осіб (2020).

## Географія
Саут-Грінсбург розташований за координатами 40°16′42″ пн. ш. 79°32′51″ зх. д. / 40.27833° пн. ш. 79.54750° зх. д. (40.278198, -79.547435).  За даними Бюро перепису населення США в 2010 році місто мало площу 1,83 км², уся площа — суходіл.

## Демографія
Згідно з переписом 2010 року, у селищі мешкало 2117 осіб у 1030 домогосподарствах у складі 555 родин. Густота населення становила 1156 осіб/км².  Було 1137 помешкань (621/км²).
Расовий склад населення:
| - 97,3 % — білих - 0,9 % — чорних або афроамериканців - 0,5 % — азіатів - 0,2 % — корінних американців |

До двох чи більше рас належало 0,9 %. Частка іспаномовних становила 0,9 % від усіх жителів.
За віковим діапазоном населення розподілялося таким чином: 15,9 % — особи молодші 18 років, 61,4 % — особи у віці 18—64 років, 22,7 % — особи у віці 65 років та старші. Медіана віку мешканця становила 46,0 року. На 100 осіб жіночої статі у селищі припадало 90,0 чоловіків;  на 100 жінок у віці від 18 років та старших — 85,6 чоловіків також старших 18 років.
Середній дохід на одне домашнє господарство  становив 56 743 долари США (медіана — 46 528), а середній дохід на одну сім'ю — 69 021 долар (медіана — 56 250). Медіана доходів становила 42 429 доларів для чоловіків та 32 237 доларів для жінок. За межею бідності перебувало 8,3 % осіб, у тому числі 12,4 % дітей у віці до 18 років та 5,8 % осіб у віці 65 років та старших.
Цивільне працевлаштоване населення становило 1045 осіб. Основні галузі зайнятості: освіта, охорона здоров'я та соціальна допомога — 20,9 %, роздрібна торгівля — 16,8 %, виробництво — 13,5 %, мистецтво, розваги та відпочинок — 10,6 %.